# Skuld
Skuld je najmlađa norna ili suđenica od tri koje se spominju u nordijskoj mitologiji. Preostale dvije se nazivaju Urd i Verdandi. Njezino ime znači Budućnost. Osim što je norna, ona je i valkira i dovodi pale ratnike u Odinov dvor Valhalu.
Zajedno s Urd i Verdandi živi u dvorani kraj vrela Urd pokraj svjetskoga drveta Yggdrasila, a smatra se da su sestre, a da im je predak prvi div Ymir od čijeg su tijela Odin i braća mu Ve i Vili načinili svijet.
Osim njih tri postoji još puno norni. Neke su dobre, neke nisu, a neke su zle. Svakome čovjeku pri rođenju kroje sudbinu.
Neke potječu od bogova, neke od vila, neke od patuljaka o čemu svjedoče i sljedeći stihovi:
| (Fáfnismál, 13)       | (Fáfnismál, 13)             |
| --------------------- | --------------------------- |
| Sundrbornar miök      | Različitog porijekla        |
| hygg ek at nornir sé, | sjećam se da su Norne,      |
| eigut þær ætt saman;  | iako su istovrsne;          |
| sumar eru áskunnar,   | jedne su od roda Asa,       |
| sumar eru álfkunnar   | druge su od vila,           |
| sumar dœtr Dvalins    | a neke su kćeri Dvalinnove. |
|                       | (prevela Dora Maček)        |